# Torres Sevilla
Ne doit pas être confondu avec Tour Sevilla.
Les Torres Sevilla sont un ensemble de gratte-ciel de logements de 165 mètres de hauteur construit à Panama en 2009. L'ensemble est composé de deux tours jumelles comprenant chacune 50 étages. 
Le promoteur est la société  Inversiones Natasha